# Nanzintla
Nanzintla är en ort i Mexiko.   Den ligger i kommunen Quechultenango och delstaten Guerrero, i den södra delen av landet, 230 km söder om huvudstaden Mexico City. Nanzintla ligger 919 meter över havet och antalet invånare är 566.
Terrängen runt Nanzintla är kuperad åt nordväst, men åt sydost är den bergig. Runt Nanzintla är det ganska glesbefolkat, med 40 invånare per kvadratkilometer. Närmaste större samhälle är Quechultenango, 17,6 km nordväst om Nanzintla. I omgivningarna runt Nanzintla växer huvudsakligen savannskog.